# 张国正
张国正（？—？），鑲藍旗汉军人，是一名清朝政治人物。荫生爵出身。
张国正曾于光绪四年七月（1878年）接替冯誉驺任延平府知府一职，光绪八年十二月（1882年）由光炘接任。